# Limonium calcarae
Limonium calcarae är en triftväxtart som först beskrevs av Agostino Todaro och Victor von Janka, och fick sitt nu gällande namn av Sandro Alessandro Pignatti. Limonium calcarae ingår i släktet rispar, och familjen triftväxter. Inga underarter finns listade i Catalogue of Life.